# Eladio Reyes
Máximo Eladio Reyes Caraza (ur. 8 stycznia 1948 w Chincha Alta) – piłkarz peruwiański grający podczas kariery na pozycji napastnika.

## Kariera klubowa
Eladio Reyes karierę piłkarską rozpoczął w 1965 roku w klubie Alianza Lima. Z Alianzą zdobył mistrzostwo Peru w 1965. W latach 1968–1971 był zawodnikiem Juan Aurich Chiclayo. W 1972 występował w Defensorze Lima, a w 1973 w Municipalu Lima. W 1974 wyjechał do Kolumbii do zespołu Deportivo Cali. Z Deportivo zdobył mistrzostwo Kolumbii w 1974.
W 1975 przeniósł się do meksykańskiego CD Veracruz, by po roku powrócić do Municipalu. 
Rok 1977 rozpoczął w Cienciano Cuzco, by po paru miesiącach wyjechać do Wenezueli, gdzie został zawodnikiem klubu Galicia Maracay. Karierę zakończył rok później w klubie Unión Huaral.

## Kariera reprezentacyjna
W reprezentacji Peru Reyes zadebiutował 18 sierpnia 1968 w przegranym 1-2 meczu w Copa del Pacifico z Chile. 
W 1970 uczestniczył w Mistrzostwach Świata. Na turnieju w Meksyku Peru odpadło w ćwierćfinale, a Reyes wystąpił w ćwierćfinałowym meczu z Brazylią, który był jego ostatnim występem w reprezentacji.
Od 1968 do 1970 Reyes rozegrał w reprezentacji Peru 7 spotkań.